# Zaurak
Zaurak (conosciuta anche come γ Eri) è una stella variabile nella costellazione dell'Eridano, distante circa 200 anni luce dalla Terra e di magnitudine apparente 2,95. Il nome arabo significa "la barca".

## Caratteristiche

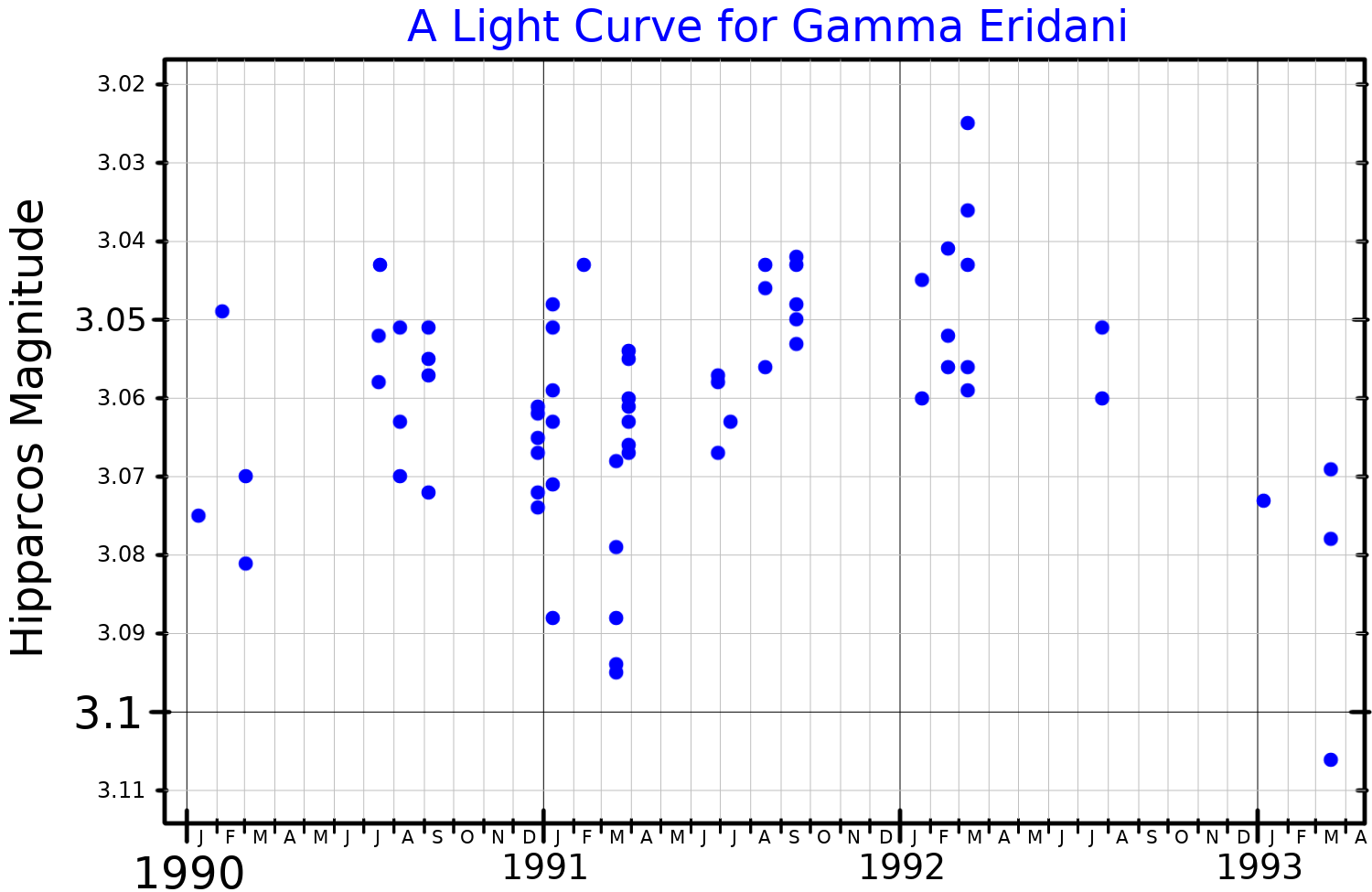
La curva di luce di Zaurak ottenuta dai dati del satellite Hipparcos.

Gamma Eridani è una tipica gigante rossa di classe spettrale M0III-IIIb. Nel diagramma H-R si trova sul ramo asintotico delle giganti, ossia in quel gruppo di stelle evolute che fondono idrogeno ed elio in gusci separati con un nucleo inerte di carbonio e ossigeno al loro interno. Le osservazioni pubblicate nel 1960 mostrarono che la sua luminosità variava di pochi centesimi di magnitudo. Nel 1977 fu ufficialmente elencata come stella variabile nel General Catalogue of Variable Stars.
Osservazioni compiute col satellite Gaia hanno identificato una possibile compagna a circa 1000 UA di distanza: si tratterebbe di una debole nana rossa con una massa del 10% di quella del Sole.